# 宛平南路
宛平南路，是中國上海市徐汇区的一条南北向道路，长2481米，北至肇嘉浜路接宛平路，南越龙华港接云锦路，以河北宛平命名。

## 历史沿革

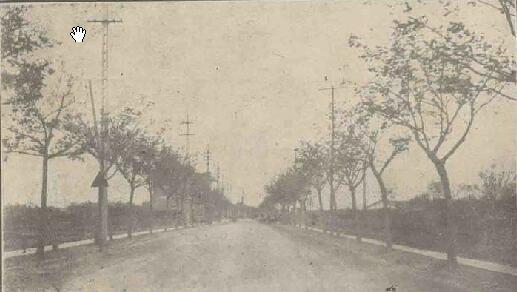
1928年翻修后的上海谨记路

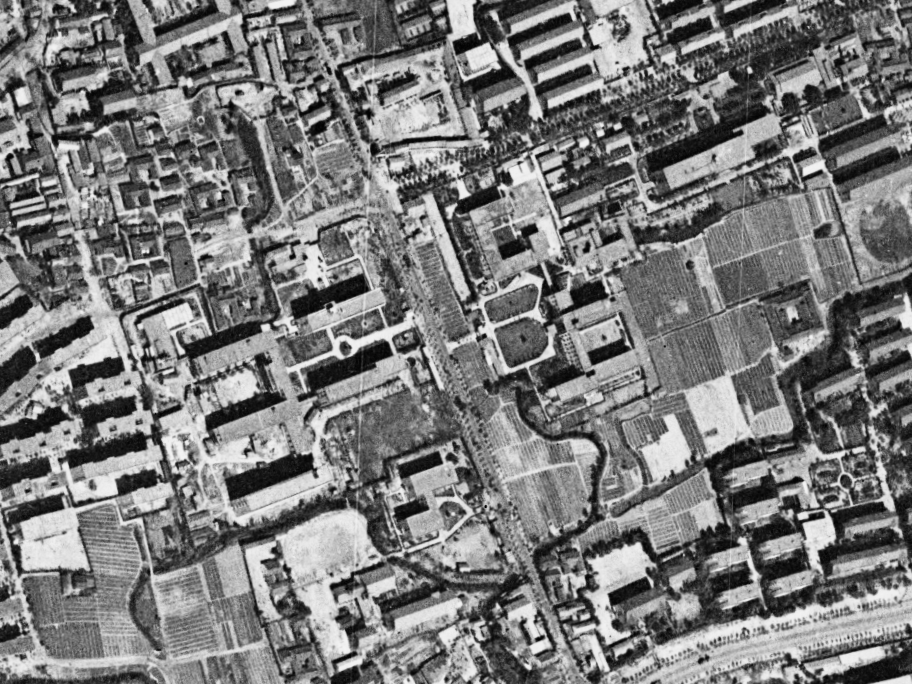
宛平南路和零陵路交叉口卫星图（1966年）

宛平南路原先是一条小路，被称为西庙桥路，因肇嘉浜上的西庙桥而得名。1908年，西庙桥重建，更名豫丰桥，故1914年道路正式辟建后道路改名豫丰路；三年后，房地產公司程谨记捐资重建西庙桥，冠名“谨记桥”，道路随之更名为谨记路。1927年，该道路改建为柏油路；1944年，日军征用土地，修建龙华机场至龙华路一段，称为机场路；上海解放后，统称为谨记路。现今的宛平南路成形于1957年；1965年，因该道路在肇嘉浜路接宛平路，谨记路更名为宛平南路至今。

## 沿线
该道路沿线主要为住宅和工厂，有不少法式洋房。宛平南路小区于1980年代由原先的棚户区改建而成。小区建设工程于1986年被上海市人民政府列入三个新型“示范小区”之一，注重多样化设计并于周边环境协调。
此外，宛平南路沿线还设有多处机构：宛平南路75号为上海市建筑科学研究院，宛平南路600号为上海市精神卫生中心，上海中医药大学下属的上海市气功研究所、上海市针灸经络研究所位于宛平南路650号内，而宛平南路725号则为上海中医药大学附属龙华医院。
2003年9月29日，在宛平南路零陵路路口附近、上海市精神卫生中心施工工地上，曾发现一座石板砖室墓，经文物部门确认，该墓葬是一座品级较高的明代古墓葬，墓穴中发现有买地契、明朝鎏金铜丝发罩。

## 相交道路
宛平南路北至肇嘉浜路接宛平路，依次和辛耕路、斜土路、零陵路、中山南二路、龙华路、瑞平路相交，经百步桥过龙华港后交龙恒中路，南连云锦路。

## 备注
1. ↑  云锦路即原龙华机场跑道。
2. ↑  薛误将程谨记当作一个商人，实际上这是一家房地产经营商，是程谨轩及次子程霖生于19世纪末至1931年间经营的房地产产业[2]。